# Že-Pano-Karib
Ge-Pano-Carib.- Velika porodica Indijanskih jezika iz Južne Amerike koju dijele, ili obuhvaća jezika porodica: 
A) Macro-Cariban sa: Andoke, Bora-Huitotoan, Cariban, Kukurá, Taruma, Peba-Yagua.  Drugu veliku granu čine jezici
B) Ge-Pano s ograncima 
b1. Macro-Panoan: Charruan, Guaycuruan, Lulean, Mascoian, Mataco-Macan, Mosetenan, Pano-Tacanan i Vilelan.
b2. Macro-Ge s Bororoan, Botocudo, Caingangan, Camacanian, Carajan, Chiquitoan, Fulnio, Ge, Guato, Machacalian, Ofayé, Oti, Pataxó, Purian, Rikbaktsa, Yabuti.
Ova Velika porodica obuhvaća preko 200 jezika koji se govore istočno od Anda, osobito u brazilskom bazenu Amazone. Broj govornika je veoma malen, oko 1,000,000. Najbrojniji su karipski jezici (preko 80 jezika) koji se govore u sjevernim regijama Južne Amerike, među kojima karipski jezik ima oko 5,000 govornika. Macro-panoanski jezici (ima ih preko 70) rašireni su u Peruu i Boliviji i na istok do Brazila. Mataco-Macan se govore u sjevernoj Argentini i Paragvaju a imaju preko 10,000 govornika.
Prema McQuownu (1955) i Greenbergu (1956)  phylum'  Ge-Pano-Carib'  obuhvaća porodice ( 'families' ): 
a) Macro-Ge
a1) Ge sa sjeverozapadni, središnji i Jeico, svi iz Brazila;
a2) Caingangan, iz Brazila svi osim Ivitorocai (Paragvaj);
a3) Camacanian, Brazil;
a4) Machacalian, Brazil;
a5) Purian s Coroado, Puri, Pataxo, Malali, Coropo, Gutucracan, Nacrehe, Giporoc, Poica, Anquet, Nacnhanuc, Aimore, Aimbore i Chiquito, svi u Brazilu;
a6) Chiquito
a7) Fulnio
a8) Guato
a9) Oti
b) Borotoque s Bororoan i Otuquean, prvi u Brazilu, drugi u Boliviji;
c) Carajan, Brazil;
d) Macro-Panoan
d1) Panoan, u Boliviji, Brazilu i Peruu;
d2) Tacanan
d3) Macro-Guaycuruan
a) Mataco_Macca
b) Guaycuruan
c) Lule-Vilelan
d) Mosetenan
e) mascoian
f) Charrua
e) Nhambicuaran i Pseudo-Nhambicuara u Brazilu (prema drugoj klasifikaciji porodica Nhambicuaran pripada u Macro-Tucanoan a Huarpean u Chibchan-Paezan);
f) Huarpean, Argentina.

## Vanjske poveznice
- Tronco Ge-Pano-Caribe
- Amerind: Greenberg 1987